# Tensostruttura

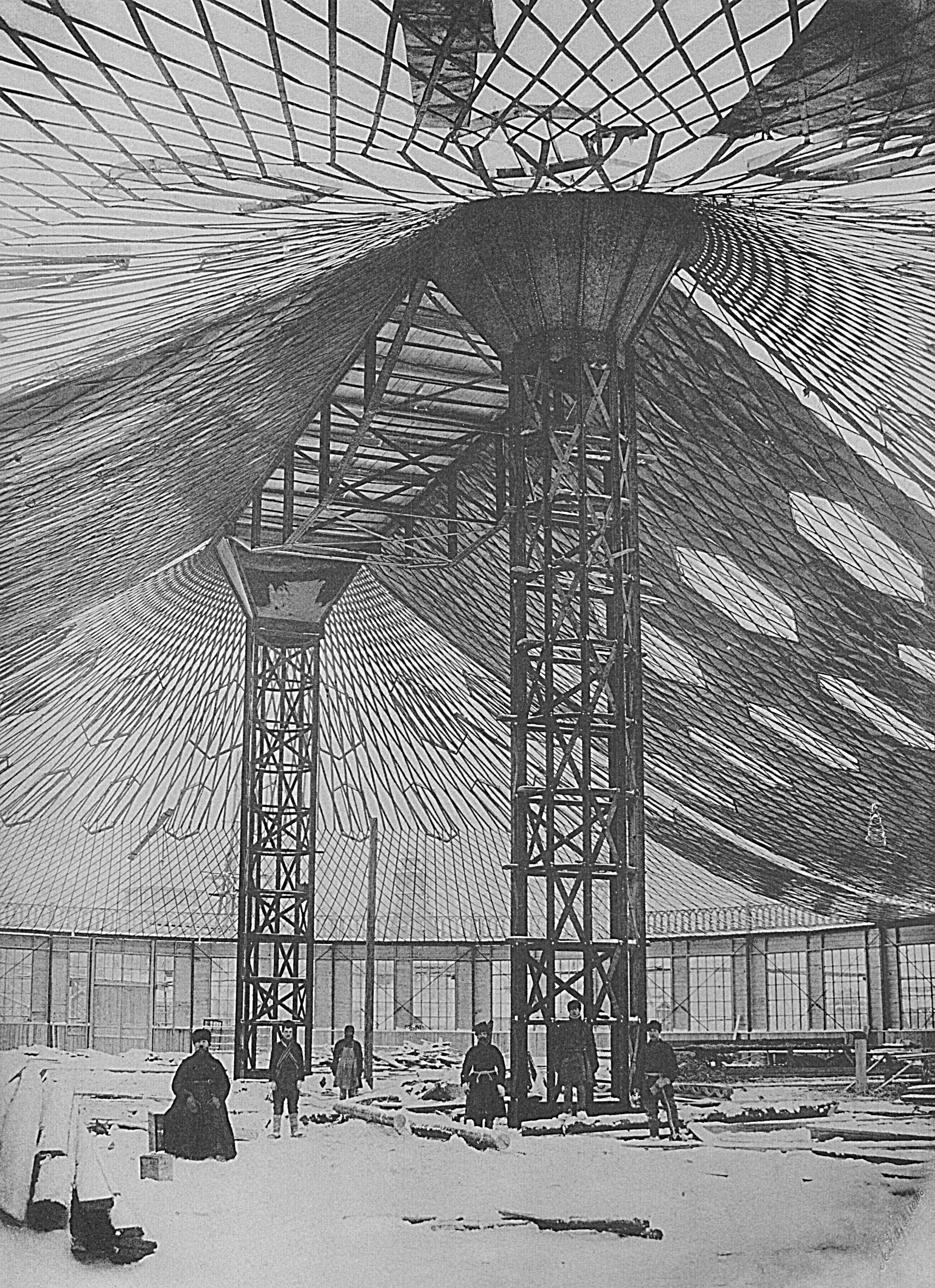
Le tensostrutture di Novgorod durante la costruzione (1895)

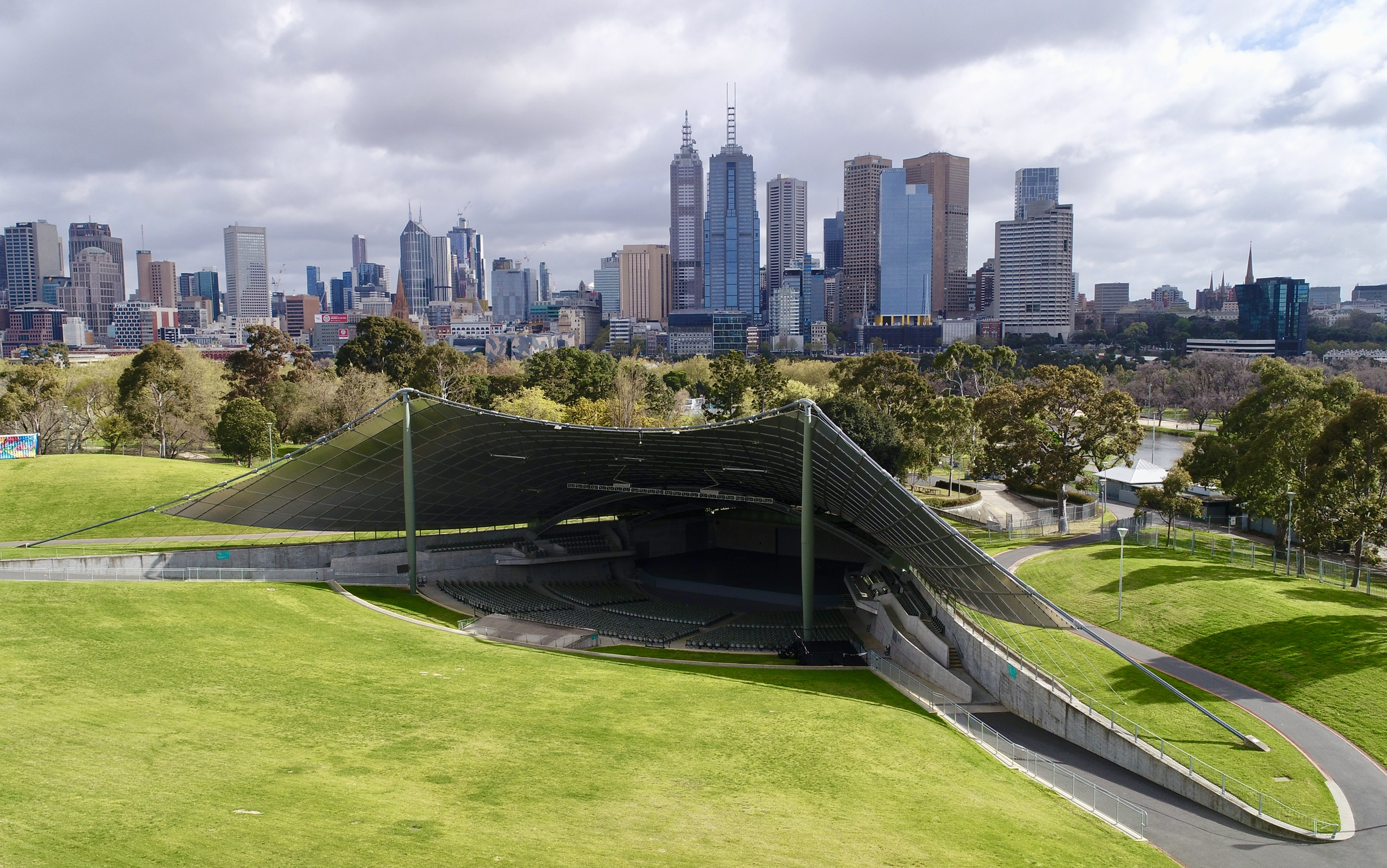
Il Sidney Myer Music Bowl di King's Domain, Melbourne

Una tensostruttura è un edificio realizzato con materiali mantenuti in posizione tramite tensione. Spesso le tensostrutture sono utilizzate per creare le coperture degli edifici o per realizzare costruzioni temporanee.
Esistono diversi tipi di tensostrutture: generalmente sono composte da cavi e tiranti che sorreggono coperture in tela o in lamiera, ma ne esistono anche in sola tela o altri materiali come il cartone (sono famose quelle dell'architetto giapponese Shigeru Ban).
Si tratta di un genere di costruzione relativamente recente: l'ingegnere russo Vladimir Shukhov fu tra i primi a sviluppare le metodologie di calcolo necessarie per la progettazione delle tensostrutture. Shukhov ne progettò otto per la fiera Nizhny, che ebbe luogo a Novgorod nel 1896; tali padiglioni fieristici nell'insieme coprivano una superficie di 27.000 metri quadrati.
Un rinnovato interesse per tale tecnologia si è avuto nel secondo dopoguerra anche a partire dalla costruzione del Sidney Myer Music Bowl (Melbourne 1958), il cui tetto consisteva in una membrana sorretta da una tensostruttura.
Questo concetto è stato in seguito evoluto dall'architetto tedesco Frei Otto, che scelse questa tecnica per la costruzione del Padiglione Tedesco all'Expo 67 e per lo Stadio Olimpico di Monaco di Baviera per le Olimpiadi del 1972.
Il rapido progresso tecnico delle tensostrutture ha reso molto popolare questa tecnica costruttiva. I materiali leggeri rendono la costruzione molto semplice ed economica, soprattutto per la copertura di vaste aree.
Le più famose tensostrutture di recente costruzione sono il Millennium Dome di Londra, il Pontiac Silverdome, l'Aeroporto internazionale di Denver e l'Aeroporto della Mecca.

Oggi i materiali più frequentemente utilizzati sono la fibra di vetro coperta di Teflon per le travature, e il poliestere per le tele, spesso coperte con uno strato protettivo in PVC.